# Ваняев, Николай Алексеевич
Никола́й Алексе́евич Ваня́ев (6 (19) декабря 1911, с. Липовка Моршанского уезда Тамбовской губернии — 24 сентября 1994) — советский хозяйственный деятель, министр рыбного хозяйства РСФСР (1965—1982).

## Биография
Родился в 1911 году в с. Липовка (ныне в Башмаковском районе Пензенской области). Окончил Московский технологический институт рыбной промышленности (1938) по специальности ихтиолог-рыбовод, а также Высшую партийную школу (1941). Член ВКП(б) с 1939 года.
С 1938 года — на хозяйственной, общественной и политической работе. В 1938—1941 годах — директор Азово-Черноморского научно-исследовательского института морского рыбного хозяйства и океанографии.
Во время Великой Отечественной войны с июля 1941 воевал политработником в 91-м гвардейском стрелковом полку 33-й гвардейской стрелковой дивизии. В августе 1942 попадал в плен. С 22 октября 1945 демобилизован.
С 1945 года работает в рыбной промышленности Дальнего Востока — заместителем начальника, а затем начальником Главрыбпрома Амурского бассейна, после этого — заместителем заведующего промышленно-транспортным отделом Хабаровского крайкома КПСС. С 1955 года — заместитель начальника, а затем начальник Главрыбпрома Камчатки. С 29 мая 1957 по 12 октября 1959 — председатель совнархоза Камчатского экономического административного района. В 1959—1962 годах занимает должность начальника только что организованного Главного управления рыбной промышленности Дальнего Востока — «Главдальвостокрыбпрома» (первый начальник этой организации, в которой были объединены все предприятия и организации рыбного хозяйства Дальнего Востока страны; эта организация существует до настоящего времени как ОАО «Дальрыба»). Главдальвостокрыбпром был крупнейшим в мире рыбопромышленным объединением и добывал более половины всего улова рыбы в СССР.
С 1962 по октябрь 1965 — заместитель председателя Государственного комитета СМ СССР по рыбному хозяйству. С 15 октября 1965 по 16 июня 1982 — министр рыбного хозяйства РСФСР, с этой должности ушёл на пенсию.
Избирался депутатом Верховного Совета РСФСР 7-го, 8-го, 9-го, 10-го созывов, членом Хабаровского и Приморского крайкомов КПСС, делегатом XXII, XXIII, XXIV съездов КПСС.
Умер в 1994 году.

## Награды
- 2 ордена Ленина
- 2 ордена Красной Звезды (18.12.1942, 12.10.1943)
- орден Трудового Красного Знамени
- орден «Знак Почёта» (8.01.1962) — в связи с 50-летием и заслуги в области развития рыбной промышленности
- орден Октябрьской Революции
- Орден Отечественной войны I степени (6.04.1985)

## Увековечение памяти
24 июня 2021 года в селе Липовка Башмаковского района Пензенской области был торжественно открыт бюст Николая Ваняева.

## Публикации Н. А. Ваняева
- Ваняев Н. А. Новый этап в развитии рыбной промышленности Камчатки // Рыбное хозяйство. — 1958. — Вып. 3. — С. 67—70.
- Ваняев Н. Что мы видели в Японии. — Владивосток: Приморское кн. изд-во, 1961. — 128 с.
- Ваняев Н. А. Перспективы развития рыбного хозяйства Обь-Иртышского бассейна // Материалы конференции по проблемам развития и размещения производительных сил Тюменской области. — Тюмень, 1970. — Т. 1. — С. 132.
- Ваняев Н. А. Итоги работы МРХ РСФСР // Материалы Всесоюзн. совещ.-семинара по обмену опытом работы прудовых хоз-в. — М.: Изд-во ЦНИТЭРХ, 1973. — С. 91—101.